# Verónica Bolón
Verónica Bolón Canedo (Carballo, 4 de febrero de 1984) es una ingeniera informática e investigadora española especializada en la selección de características del aprendizaje automático, con aplicación en el diagnóstico médico, la detección de derrames de petróleo y la evaluación educativa automatizada.

## Trayectoria
Estudió informática en la Universidad de La Coruña (UDC), donde obtuvo su licenciatura en 2009 y completó sus estudios con un máster al año siguiente. Se doctoró en 2014 con una tesis titulada Novel feature selection methods for high dimensional data (Nuevos métodos de selección de características para datos de alta dimensión), donde estudia cómo seleccionar las características más relevantes en conjuntos de datos de gran tamaño para mejorar el rendimiento y la escalabilidad de los modelos, y propone nuevas técnicas que combinan discretización, uso de múltiples filtros y optimización basada en costos, además de estrategias para distribuir y paralelizar el proceso, mejorando así la eficiencia y precisión.
Tras realizar su investigación postdoctoral en 2015 en la Universidad de Manchester, en Reino Unido, regresó como profesora asistente a la Universidad de La Coruña, donde posteriormente se convirtió en profesora titular, en el departamento de Ciencias de la Computación y Tecnologías de la Información. Es investigadora en el Centro de Investigación en Tecnologías de la Información y la Comunicación (CITIC) de la UDC, donde está integrada en el grupo de investigación LIDIA (Laboratorio de I+D en Inteligencia Artificial).
En 2018, recibió la Beca Leonardo de la Fundación BBVA para su proyecto de investigación titulado “Cuando el tamaño importa: Selección de características para wearables”, sobre la aplicación de tecnología en la vestimenta.
Entre 2018 y 2022, fue también secretaria de la Asociación Española para la Inteligencia Artificial (AEPIA).
En su faceta de divulgadora, Bolón es coordinadora del nodo de La Coruña del proyecto Inspira STEAM para el fomento de la vocación científico-tecnológica entre las niñas.

## Obra
- 2015 – Feature Selection for High-Dimensional Data. Con Noelia Sánchez-Maroño y Amparo Alonso Betanzos. Springer.[6]
- 2018 – Recent Advances in Ensembles for Feature Selection. Con Amparo Alonso Betanzos. Springer.[7]
- 2019 – Microarray Bioinformatics. Con Amparo Alonso Betanzos. Springer.[8]

## Reconocimientos
Su tesis doctoral sobre métodos de aprendizaje automático, Novel feature selection methods for high dimensional data (Nuevos métodos de selección de características para datos de alta dimensión), recibió el premio extraordinario de doctorado de la Universidad de La Coruña (UDC) en 2014, así como el premio Frances Allen a la mejor tesis en inteligencia artificial (IA) defendida por una mujer en 2015, otorgado por la Asociación Española para la Inteligencia Artificial (AEPIA).
En 2020, Verónica Bolón Canedo recibió el premio Dona TIC Revelación otorgado por la Generalidad de Cataluña. Ese mismo año, fue además elegida miembro de la Academia Joven de España. Así mismo, desde 2022 es Académica Correspondiente de la Real Academia de Ciencias Exactas, Físicas y Natruales de España, siendo la mujer más joven de la institución.